# Municipio de Washington (condado de Clinton, Iowa)
El municipio de Washington (en inglés: Washington Township) es un municipio ubicado en el condado de Clinton en el estado estadounidense de Iowa. En el año 2010 tenía una población de 346 habitantes y una densidad poblacional de 4,17 personas por km².

## Geografía
El municipio de Washington se encuentra ubicado en las coordenadas 41°54′18″N 90°28′58″O / 41.90500, -90.48278. Según la Oficina del Censo de los Estados Unidos, el municipio tiene una superficie total de 83.04 km², de la cual 83,04 km² corresponden a tierra firme y (0 %) 0 km² es agua.

## Demografía
Según el censo de 2010, había 346 personas residiendo en el municipio de Washington. La densidad de población era de 4,17 hab./km². De los 346 habitantes, el municipio de Washington estaba compuesto por el 99,42 % blancos y el 0,58 % eran de una mezcla de razas. Del total de la población el 0,87 % eran hispanos o latinos de cualquier raza.